# جان گاتی

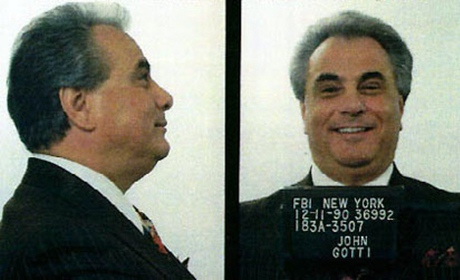

جان جوزف گاتی جونیور. (به انگلیسی: John Joseph Gotti, Jr.) (زادهٔ ۱۹۴۰ - درگذشته ۲۰۰۲) او فعالیت خود را در خانوادهٔ گامبینو (Gambino Crime Family)، یکی از پنج خانوادهٔ مافیایی نیویورک آغاز کرد و بعدها خود ريیس این خانواده شد. وی به جرم اخاذی، ۱۳ مورد قتل، ممانعت از اجرای عدالت، آدم‌ربایی، توطئه برای انجام قتل، باجگیری، فرار از مالیات، رباخواری و راه‌اندازی قماری غیرقانونی به حبس ابد محکوم شد. وی ۱۰ سال بعد در زندان شهر اسپرینگفیلد، میزوری درگذشت.
او نیز ایتالیایی‌تبار بود.

## زندگی شخصی
جان گوتي در ۲۷ اکتبر ۱۹۴۰ در منطقه برانکس شهر نیویورک به دنیا آمد. او پنجمین فرزند از سیزده فرزند (دو نفر هنگام تولد فوت کرده بودند) جان جوزف گوتي پدر و فیلومنا "فاني" دِکارلو بود.والدین گوتي در شهر نیویورک به دنیا آمده بودند، اما تصور بر این است که پدربزرگ و مادربزرگ او اهل سان جوزپه وسوویانو، در استان ناپل ایتالیا بودند، زیرا والدین او در آنجا ازدواج کرده و مدتی در آنجا زندگی کرده بودند.
گوتي یکی از پنج نفری بود که به عنوان "مرد ساخته‌ شده" در خانواده جنایتکار گامبینو درآمدند: یوجین "ژن" گوتي به دلیل زندانی شدن جان، قبل از او آغاز شد، پیتر گوتي در سال ۱۹۸۸ تحت رهبری جان آغاز شد و ریچارد وی گوتي تا سال ۲۰۰۲ به عنوان یک کاپورهژیم (کاپیتان یا رئیس یک "گروه") شناخته شد.پنجمین نفر، وینسنت، در سال ۲۰۰۲ آغاز شد.
زمانی که گوتي به سن ۱۲ سالگی رسید، خانواده او در ایست نیویورک، بروکلین مستقر شدند، جایی که او در کنار برادرانش در فقر بزرگ شد.پدرش به طور نامنظم به عنوان یک کارگر روزمزد کار می کرد.گوتي در بزرگسالی از پدرش به خاطر ناتوانی در تامین خانواده خود رنجیده بود.او در مدرسه سابقه غیبت و اذیت و آزار دانش آموزان دیگر را داشت و در نهایت در سن ۱۶ سالگی از دبیرستان فرانکلین ترک تحصیل کرد.گوتي از سن ۱۲ سالگی با گروه‌های خیابانی مرتبط با مافیای شهر نیویورک درگیر شد.زمانی که ۱۴ ساله بود، در حال سرقت یک مخلوط کن سیمان از یک کارگاه ساختمانی بود که روی او افتاد و انگشتان پایش را له کرد. این آسیب باعث شد که او به طور دائم لنگ بزند.پس از ترک تحصیل، خود را وقف کار با گروه پسران فولتون-راکاوای وابسته به مافیا کرد، جایی که با دیگر مافیاهای آینده گامبینو، آنجلو روجرو و ویلفرد "ویلی بوی" جانسون آشنا شد و با آنها دوست شد.
گاتی همسر آینده خود، ویکتوریا دی جورجیو، با تبار نیمی ایتالیایی و نیمی روسی، را در سال ۱۹۵۸ در یک بار ملاقات کرد.این زوج در تاریخ ۶ مارس ۱۹۶۲ ازدواج کردند.طبق اسناد FBI، دی جورجیو قبلاً ازدواج کرده بود و از ازدواج قبلی خود یک فرزند داشت.آنها پنج فرزند داشتند: آنجلا، ویکتوریا، جان جونیور، فرانک (متوفی ۱۹۸۰) و پیتر. گاتی در سال ۱۹۶۲ تلاش کرد به طور قانونی به عنوان پرس در یک کارخانه کت و به عنوان دستیار راننده کامیون کار کند. با این حال، او نتوانست بدون جُرم بماند و تا سال ۱۹۶۶ دو بار به زندان افتاده بود.

## خانواده جنایتکار گامبینو
شریک:
از نوجوانی، گاتی برای کارمین فاتیکو، کاپو در خانواده گامبینو، که در آن زمان تحت رهبری رئیس آلبرت آناستازیا به عنوان خانواده آناستازیا شناخته می شد، کارهای فرعی انجام می داد.گاتی به همراه برادرش جین و دوستش راجرو، هواپیماربایی هایی را در فرودگاه Idlewild (که اکنون فرودگاه بین المللی جان اف کندی نامیده می شود) انجام دادند.در این زمان، گاتی با جوزف ماسینو، همکار هواپیماربای مافیا و رئیس آینده خانواده بونانو، دوست شد و لقب های «جان سیاه» و «اسب دیوانه» را به او دادند.در همین زمان بود که گاتی با انیلو «نیل» دلاکروچه، معاون گامبینو آشنا شد که او را به عنوان مربی خود می دید.
در فوریه ۱۹۶۸، کارمندان خطوط هوایی یونایتد گاتی را به عنوان مردی که برای کالاهای سرقتی امضا کرده بود شناسایی کردند. اندکی پس از آن، FBI او را به دلیل هواپیماربایی دستگیر کرد. دو ماه بعد، هنگامی که با وثیقه آزاد بود، برای سومین بار به دلیل هواپیماربایی دستگیر شد، این بار به جرم سرقت محموله ای از سیگار به ارزش ۵۰ هزار دلار در بزرگراه نیوجرسی. بعداً در همان سال، گاتی به هواپیماربایی هواپیمایی نورث وست اعتراف کرد و به سه سال زندان در زندان فدرال لوئیسبرگ محکوم شد.
گاتی و راجرو در سال ۱۹۷۲ به آزادی مشروط درآمدند و به خدمه قدیمی خود در باشگاه شکار و ماهی برگین بازگشتند و همچنان تحت نظر فاتیکو کار کردند. گاتی به مدیریت عملیات قمار غیرقانونی خدمه برگین منتقل شد و در آنجا ثابت کرد که یک مجری موثر است. فاتیکو در سال ۱۹۷۲ به اتهام وام‌گیری با بهره بالا متهم شد. به عنوان شرط آزادی او، نمی توانست با جنایتکاران شناخته شده ارتباط داشته باشد.گاتی هنوز به دلیل بسته شدن کتاب های عضویت پس از جلسه آپالچین ۱۹۵۷، یک مرد ساخته شده نبود، اما فاتیکو پس از آزادی مشروط به زودی او را به عنوان کاپو موقت خدمه برگین معرفی کرد.در این نقش جدید، گاتی اغلب به دفتر مرکزی دلاکروچه در باشگاه اجتماعی ریونایت سفر می‌کرد تا معاون رئیس را در جریان فعالیت‌های خدمه قرار دهد. دلاکروچه از قبل گاتی را دوست داشت و این دو در این مدت حتی به هم نزدیکتر شدند. این دو بسیار شبیه به هم بودند - هر دو رگه های خشونت آمیز قوی داشتند، به طور مکرر فحش می دادند و قماربازان سنگینی بودند.
پس از اینکه امانوئل گامبینو، برادرزاده رئیس کارلو گامبینو، در سال ۱۹۷۳ ربوده و به قتل رسید، گاتی به همراه راجرو و رالف گالیونه به تیم کشتن منصوب شد تا به دنبال مظنون اصلی، گانگستر جیمز مک‌براتنی بگردند.این تیم تلاش خود برای ربودن مک‌براتنی در یک بار استاتن آیلند را زمانی که سعی کردند او را به عنوان کارآگاهان دستگیر کنند، به هم زدند. و گالیونه زمانی که همدستانش موفق به مهار او شدند، مک‌براتنی را به ضرب گلوله کشت. گاتی توسط شاهدان عینی و یک نفوذی پلیس شناسایی شد و در ژوئن ۱۹۷۴ به دلیل قتل دستگیر شد.با این حال، او با کمک وکیل روی کوهن توانست با دادستان به توافق برسد و به دلیل مشارکت در قتل به چهار سال زندان به جرم تلاش برای قتل عمد محکوم شد.پس از مرگ گاتی، ماسینو او را به عنوان قاتل ویتو بورلی، یکی از همکاران گامبینو که در سال ۱۹۷۵ به قتل رسید، معرفی کرد.
رِمو فرانچسچینی، عضو اداره پلیس شهر نیویورک (NYPD) از سال ۱۹۵۷ تا ۱۹۹۱ که در زمینه جرایم سازمان یافته تخصص داشت، در سال ۱۹۹۳ در پاسخ به این سوال که چرا در اوایل کارش می دانست که گاتی به یک چهره مهم در مافیا تبدیل خواهد شد، گفت: "او کاریزماتیک و یک رهبر بود. او زنباره نبود. او تمام وقت خود را با افرادش می گذراند. او همچنین ذهن بسیار تیز و حافظه قوی داشت. و او از سختی و قاطعیت سرشار بود. مردان کمی بودند که حاضر به مخالفت با او می شدند".

## محکومیت ۱۹۹۲
گوتی، گراوانو و لوکاشیو اغلب توسط دستگاه‌های شنود نصب‌شده در راونایت (که در اتاق اصلی، راهرو طبقه اول و آپارتمان فوقانی مخفی شده بودند) در حال بحث درباره وقایع مجرمانه ضبط شده بودند. در ۱۱ دسامبر ۱۹۹۰، مأموران اف بی ای و کارآگاهان پلیس نیویورک به راونایت حمله کرده و گوتی، گراوانو و لوکاشیو را دستگیر کردند. دادستان‌های فدرال در این پرونده جدید گوتی را به پنج فقره قتل (کاستلانو، بیلوتی، دی برناردو، میلیتو و پس از بررسی نوارهای آپارتمان، دی بونو)، توطئه برای قتل گائتانو "کورکی" وستولا، ربا، قمار غیرقانونی، اخلال در عدالت، رشوه‌خواری و فرار مالیاتی متهم کردند.
بر اساس نوارهای ضبط شده توسط اف بی ای که در جلسات پیش از محاکمه پخش شد، به هیئت مدیره گامبینو وثیقه اعطا نشد. همزمان، وکلای کاتلر و جرالد شارگل به دلیل اینکه "بخشی از مدارک" محسوب می‌شدند و احتمالاً به عنوان شاهد فراخوانده می‌شدند، از دفاع از گوتی و گراوانو منع شدند. دادستان‌ها استدلال کردند که کاتلر و شارگل نه‌تنها از فعالیت‌های مجرمانه احتمالی اطلاع داشتند، بلکه به عنوان "مشاور داخلی" خانواده گامبینو کار می‌کردند. گوتی subsequently آلبرت کریگر، وکیلی از میامی که با جوزف بونانو کار کرده بود، را برای جایگزینی کاتلر استخدام کرد.
نوارها همچنین شکافی بین گوتی و گراوانو ایجاد کرد، جایی که رئیس گامبینو معاون جدید خود را بیش‌ازحد حریص توصیف کرد و سعی کرد گراوانو را به عنوان عامل اصلی قتل‌های دی برناردو، میلیتو و دی بونو معرفی کند. تلاش گوتی برای آشتی ناموفق بود و این موضوع گراوانو را از مافیا دلسرد کرد و او را در مورد شانس خود برای پیروزی در پرونده بدون شارگل، وکیل سابقش، به تردید انداخت. گراوانو در نهایت تصمیم گرفت به عنوان شاهد دولتی حاضر شود و در ۱۳ نوامبر ۱۹۹۱ رسماً موافقت کرد که شهادت دهد. او تا سال ۲۰۰۳ که جوزف ماسینو به عنوان شاهد دولتی حاضر شد، عالی‌رتبه‌ترین عضو یک خانواده تبهکار نیویورکی بود که به همکاری با دولت تن داده بود.
گوتی و لوکاشیو در دادگاه منطقه‌ای ایالات متحده برای ناحیه شرقی نیویورک در برابر قاضی منطقه‌ای آی. لیو گلاسر محاکمه شدند. انتخاب هیئت منصفه در ژانویه ۱۹۹۲ با یک هیئت منصفه ناشناس آغاز شد که برای اولین بار در یک پرونده فدرال در بروکلین، به‌طور کامل در طول محاکمه جدا شدند، این امر به دلیل شهرت گوتی در دستکاری هیئت منصفه بود. محاکمه با بیانیه‌های افتتاحیه دادستان‌ها در ۱۲ فوریه آغاز شد. دادستان‌های اندرو مالونی و جان گلیسون پرونده خود را با پخش نوارهایی آغاز کردند که گوتی در حال بحث درباره کسب‌وکار خانواده گامبینو، از جمله قتل‌هایی که تأیید کرده بود، بود و خصومت بین گوتی و کاستلانو را برای اثبات انگیزه گوتی برای کشتن رئیس خود تأیید می‌کرد. پس از احضار یک شاهد عینی قتل کاستلانو که کارناگلیا را به عنوان یکی از مردانی که بیلوتی را کشته بود شناسایی کرد، آنها در ۲ مارس گراوانو را برای شهادت احضار کردند.
در جایگاه شاهد، گراوانو جایگاه گوتی در ساختار خانواده گامبینو را تأیید کرد و به‌طور مفصل درباره توطئه برای ترور کاستلانو توضیح داد و شرح کاملی از ترور و پیامدهای آن ارائه کرد. گراوانو به ۱۹ فقره قتل اعتراف کرد و گوتی را در چهار مورد از آنها مقصر دانست. کریگر و وکیل لوکاشیو، آنتونی کاردیناله، نتوانستند گراوانو را در بازجویی متزلزل کنند. پس از شهادت‌ها و نوارهای بیشتر، دولت در ۲۴ مارس پرونده خود را بست.
پنج نفر از شش شاهد مورد نظر کریگر و کاردیناله بی‌ربط یا غیرضروری تشخیص داده شدند و تنها موری اپلمن، وکیل مالیاتی گوتی، برای شهادت به نفع او باقی ماند. دفاع همچنین تلاش ناموفقی برای اعلام محاکمه بی‌نتیجه بر اساس اظهارات پایانی مالونی داشت. خود گوتی در طول محاکمه به‌طور فزاینده‌ای خصمانه شد و در یک مقطع، گلاسر تهدید کرد که او را از دادگاه اخراج خواهد کرد. در میان سایر عصبانیت‌ها، گوتی گراوانو را یک معتاد خطاب کرد، در حالی که وکلای او سعی داشتند درباره مصرف قبلی استروئیدهای او بحث کنند، و اخراج یک عضو هیئت منصفه را با تقلب در سری جهانی ۱۹۱۹ مقایسه کرد.
در ۲ آوریل ۱۹۹۲، پس از تنها ۱۴ ساعت مشورت، هیئت منصفه گوتی را از تمامی اتهامات کیفرخواست گناهکار دانست (لوکاشیو از تمامی اتهامات به جز یک مورد گناهکار شناخته شد). جیمز فاکس، دستیار مدیر مسئول دفتر منطقه‌ای اف بی ای در نیویورک، در یک کنفرانس مطبوعاتی اعلام کرد: "تفلون از بین رفته. رئیس با ولکرو پوشانده شده و تمام اتهامات به او چسبیده‌اند". در ۲۳ ژوئن ۱۹۹۲، گلاسر هر دو متهم را به حبس ابد بدون امکان آزادی مشروط محکوم کرد و هر کدام را به پرداخت ۲۵۰٬۰۰۰ دلار جریمه محکوم کرد.

## دوران پس از محکومیت
زندان
جان گوتی در زندان فدرال ماریون، ایلینوی زندانی شد. او بیشتر دوران محکومیت خود را در شرایطی مشابه حبس انفرادی گذراند و تنها روزی یک ساعت اجازه خروج از سلول را داشت. آخرین درخواست تجدیدنظر او در سال ۱۹۹۴ توسط دیوان عالی ایالات متحده رد شد.
در ۱۸ ژوئیه ۱۹۹۶، همبندی گوتی به نام والتر جانسون در سالن تفریح زندان به او حمله کرد و با مشت باعث کبودی و خونریزی او شد. گزارش روزنامه دیلی نیوز نیویورک حاکی از آن بود که این درگیری به دلیل توهین نژادپرستانه گوتی به جانسون رخ داد. گوتی که به دنبال انتقام بود، به رهبران دار و دسته آریایی (Aryan Brotherhood) پیشنهاد پرداخت ۴۰,۰۰۰ تا ۴۰۰,۰۰۰ دلار برای قتل جانسون را داد. هرچند جانسون به زندان سوپرمکس فلورنس، کلرادو منتقل شد و این نقشه عملی نشد.
کنترل خانواده گامبینو از پشت میله‌ها
گوتی علیرغم فشارهای کمیسیون مافیا برای کناره‌گیری، تا پایان عمر عنوان خود به عنوان رئیس خانواده گامبینو را حفظ کرد. او از طریق برادرش پیتر و پسرش جان جونیور دستورات خود را به بیرون از زندان منتقل می‌کرد. تا سال ۱۹۹۸ که جان جونیور به اتهامات اخاذی محکوم شد، تصور می‌شد که او به عنوان رئیس موقت خانواده فعالیت می‌کند. برخلاف میل پدرش، او به جرم خود اعتراف کرد و به ۶ سال و ۵ ماه زندان محکوم شد. پس از آن، پیتر گوتی به عنوان رئیس موقت خانواده منصوب شد و گفته می‌شود که رسماً قبل از مرگ جان گوتی به این سمت منصوب شده بود.
زندگی شخصی و خانواده
محکومیت جان جونیور تنش‌های خانوادگی گوتی را افزایش داد. ویکتوریا گوتی که تا آن زمان از involvement پسرش در مافیا بی‌خبر بود، همسرش را مقصر تباهی زندگی پسرشان دانست و تهدید کرد که او را ترک خواهد کرد مگر اینکه اجازه دهد جان جونیور از مافیا خارج شود.
مرگ و میراث
در سال ۱۹۹۸، گوتی به سرطان گلو مبتلا شد و برای جراحی به مرکز پزشکی زندان فدرال اسپرینگفیلد، میزوری منتقل شد. اگرچه تومور او برداشته شد، اما دو سال بعد سرطان بازگشت و گوتی تا پایان عمر در اسپرینگفیلد ماند.
جان گوتی در ۱۰ ژوئن ۲۰۰۲ در سن ۶۱ سالگی درگذشت. اسقف‌نشین کاتولیک بروکلین اعلام کرد که خانواده گوتی اجازه برگزاری مراسم رسمی Requiem Mass را ندارند، اما می‌توانند پس از خاکسپاری یک مراسم یادبود برگزار کنند.
تشییع جنازه
مراسم تشییع گوتی در یک محل غیرمذهبی برگزار شد. حدود ۳۰۰ نفر در مراسم حضور داشتند و پس از آن، کاروان تشییع از مقابل کلوپ ماهیگیری و شکار برگین (محل فعالیت قدیمی گوتی) گذشت و او در آرامگاه خانوادگی در کنار پسرش فرانک به خاک سپرده شد. پیتر گوتی به دلیل زندانی بودن نتوانست در مراسم حضور یابد.
واکنش خانواده‌های مافیایی
به نظر می‌رسید که دیگر خانواده‌های مافیایی نیویورک با عدم حضور در مراسم تشییع، به طور ضمنی رهبری و میراث گوتی را رد کردند. تا پایان قرن بیستم، نیمی از اعضای خانواده گامبینو به دلیل تحولات ناشی از تاکتیک‌های گوتی در زندان بودند و این خانواده در وضعیت آشفته‌ای به سر می‌برد.

## در فرهنگ عامه
فیلم و تلویزیون:
۱. "دستگیری گوتی" (۱۹۹۴) - فیلم تلویزیونی CBS با بازی آنتونی جان دنیسون در نقش گوتی  
۲. "گوتی" (۱۹۹۶) - فیلم HBO با بازی آرمند آسانته  
۳. "شاهد مافیا" (۱۹۹۸) - مینی‌سریال NBC با بازی تام سایزمور  
۴. "پرونده‌های اف‌بی‌آی" (۱۹۹۹) - مستندی درباره تحقیقات و محکومیت گوتی  
۵. "سرقت بزرگ" (۲۰۰۱) - فیلم کانادایی-آمریکایی با بازی استیون راندازو  
۶. "رئیس رؤسا" (۲۰۰۱) - اقتباس از کتابی به همین نام با بازی سانی مارینلی  
۷. "کلوپ سیناترا" (۲۰۱۰) - با بازی دنی نوچی  
۸. "دلخوش" (۲۰۱۵) - با بازی جوزف سیراوو  
۹. "گوتی" (۲۰۱۸) - با بازی جان تراولتا  
۱۰. "ویکتوریا گوتی: دختر پدرم" (۲۰۱۹) - با بازی موریس بنارد در نقش گوتی  
۱۱. "گت گوتی" (۲۰۲۳) - مستند نتفلیکس  
شخصیت‌های الهام‌گرفته:
- جوئی زازا در فیلم "پدرخوانده ۳" (۱۹۹۰) با الهام از گوتی خلق شده است.
موسیقی:
۱. "Road to the Riches" (۱۹۸۸) - کول جی رپ  
۲. "Flow Joe" (۱۹۹۳) - فت جو  
۳. "Everyday Struggle" (۱۹۹۴) - نوتریشس بی.آی.جی.  
۴. "Gotti" (۱۹۹۴) - اسمیترینز  
۵. "King of New York" (۱۹۹۶) - فان لووین کریمینالز  
۶. "D'Evils" (۱۹۹۶) - جی-زی  
۷. "Versace (Remix)" (۲۰۱۳) - میگوس و دریک  
۸. "Married To The Game" (۲۰۱۶) - فیوچر  
۹. "Teflon Don" (۲۰۲۱) - آرایکس پاپی  
۱۰. "Hiss" (۲۰۲۴) - مگان دی استالیون  
۱۱. "Shiksa Goddess" - از موزیکال "۵ سال گذشته"  
نکات جالب:
- لقب "تفلون دان" به دلیل توانایی گوتی در فرار از محکومیت‌ها به فرهنگ عامه راه یافته است.
- بسیاری از خوانندگان رپ از گوتی به عنوان نماد قدرت و ثروت غیرقانونی یاد می‌کنند.
- مستند "گت گوتی" نتفلیکس (۲۰۲۳) به بررسی دقیق زندگی او پرداخته است.
این آثار نشان‌دهنده تأثیر عمیق گوتی بر فرهنگ عامه آمریکا، به ویژه در دنیای موسیقی هیپ‌هاپ و سینمای گانگستری است.